# Pseudoarbete
Pseudoarbete eller bullshitjobb är meningslöst och eller onödigt lönearbete.
Begreppet myntades av antropologen David Graeber i en essä med titeln On the Phenomenon of Bullshit Jobs. Han vidareutvecklade senare sin teori i boken Bullshit Jobs (2018).
Enligt en YouGov-undersökning från 2015 ansåg 37 procent av de anställda i Storbritannien att deras jobb var ett bullshitjobb.

## Konkreta exempel
- Att jobba på ett museum genom att vakta ett tomt rum.[8]
- I länder som exempelvis Brasilien finns det människors vars tid går ut på att trycka på knappen i hissen åt folk.[8]
- Att kopiera epostmeddelanden till en annan typ av mall.[8]
- Att anställas för att se upptagen ut.[8]
- En tjänsteman på skatteverket i Frankrike som ägnade 95 procent av sin arbetstid åt att reda ut orimligt tillkrånglade tekniska procedurer inför sina kolleger och jämförde sitt jobb med att få 45 000 kronor i månaden för att spela sudoku.[6]
- Jobb där det viktiga är att sitta på rätt plats, som i en reception, och skicka vidare epostmeddelanden till någon som ska läsa dem.[8]

## Bullshitifiering
Graeber formulerade också konceptet bullshitifiering, där tidigare meningsfulla arbeten blir bullshitjobb på grund av företagslogik, marknadsföring eller nya bolagsförvaltningstekniker.
Graeber med flera menar att akademin har drabbats av detta och blivit bullshitifierad på grund av allt fler chefsroller och administrativt arbete orsakat av neoliberala utbildningsreformer, vilket de anser bidragit till en urholkning av den akademiska friheten.